# Ryszard Strzelecki

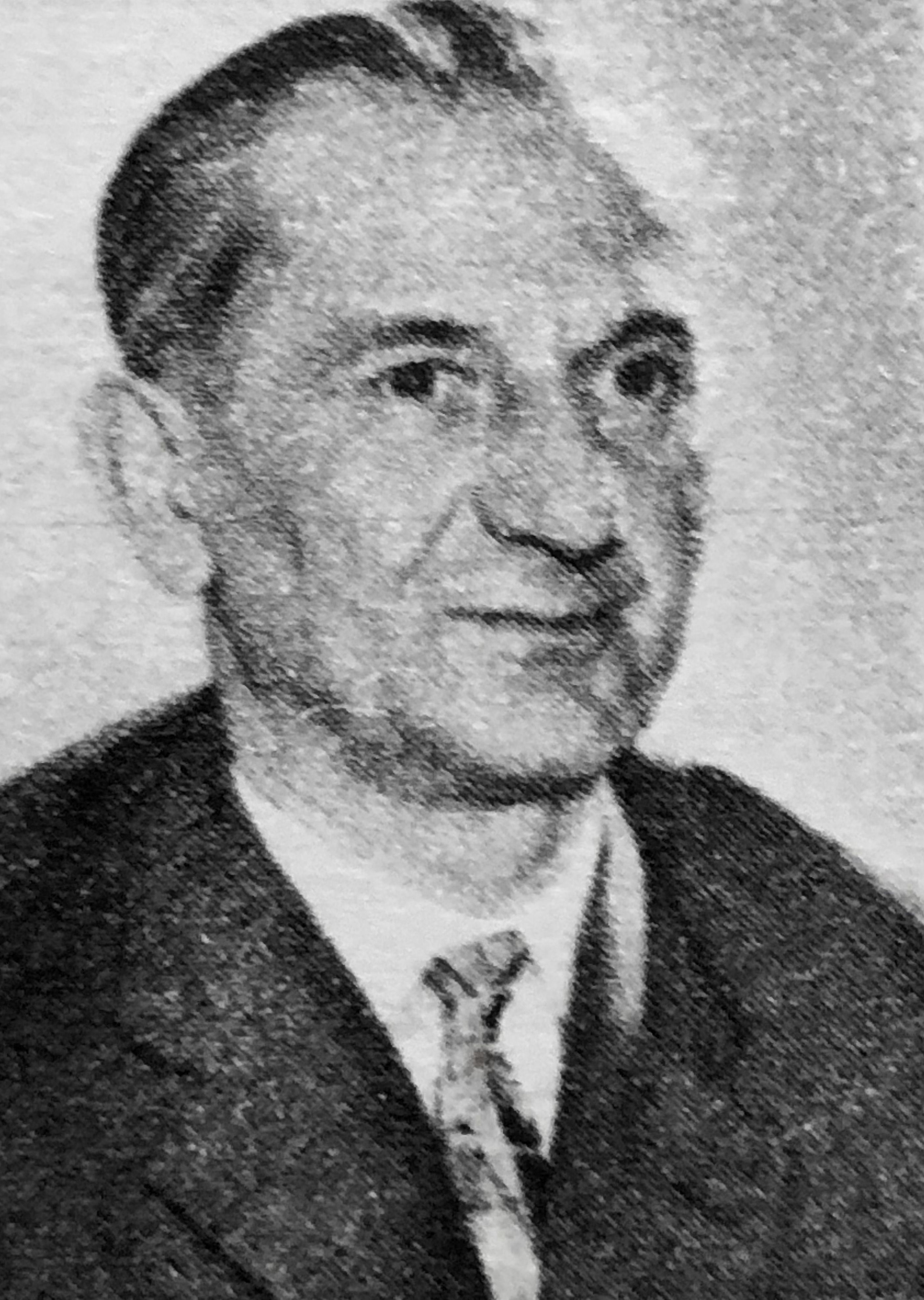
Ryszard Strzelecki (1964)

Ryszard „Roman“ Strzelecki (* 31. Januar 1907 in Warschau; † 10. Januar 1988 in Warschau) war ein Politiker der Polnischen Vereinigten Arbeiterpartei (PZPR) in der Volksrepublik Polen, der unter anderem Eisenbahnminister (1951–1957), Minister für Straßen- und Luftverkehr (1957) sowie Minister für Kommunikation (1957–1960) war. Er war zudem zwischen 1960 und 1970 Sekretär des Zentralkomitees (ZK) der PZPR und gehörte zudem von 1961 bis 1972 dem Staatsrat der Volksrepublik Polen als Mitglied an.

## Leben
Ryszard „Roman“ Strzelecki, Sohn von Roman und Aleksandra, begann 1923–1929 eine Berufsausbildung in der Fabrik „Lisowski“ und arbeitete nach deren Abschluss bis 1929 in Warschau als Dreher in den Fabriken „Lisowski“, „Lilpop, Rau i Loewenstein“ und „Dźwigów“. Nachdem er zwischen 1929 und 1932 Militärdienst geleistet hatte, arbeitete er von 1933 bis 1936 als Dreher bei den Staatlichen Luftfahrtwerken PZL (Państwowe Zakłady Lotnicze). Anschließend unterrichtete er von 1936 bis 1939 als Lehrer am 2. Städtischen Berufsgymnasium und an Abendergänzungsschulen in Warschau. 1942 wurde er Mitglied der neu gegründeten Polnischen Arbeiterpartei PPR (Polska Partia Robotnicza) und engagierte sich in Gewerkschaften sowie als einer der PPR-Organisatoren in Vorortbezirken Warschaus. Nach dem Überfall auf Polen und der deutschen Besetzung Polens war er in den Generalstäben der Untergrundbewegungen Volksgarde GL (Gwardia Ludowa) und Volksarmee AL (Armia Ludowa) aktiv. Er war als stellvertretender Direktor und später als Direktor von April 1943 bis August 1944 Leiter der Zentralen Technologieabteilung der PPR. Als solcher nahm er am Warschauer Aufstand teil, der militärischen Erhebung der Polnischen Heimatarmee AK (Armia Krajowa) gegen die deutsche Besatzungsmacht vom 1. August bis zum 2. Oktober 1944, und wurde durch Befehl vom Mai 1945 zum Major befördert.
Nach der Proklamation der Volksrepublik Polen durch das Lubliner Komitee am 22. Juli 1944 war Strzelecki in der PPR beziehungsweise der am 15. Dezember 1948 daraus hervorgegangenen Polnischen Vereinigten Arbeiterpartei PZPR (Polska Zjednoczona Partia Robotnicza) als Funktionär tätig und unter anderem 1945 stellvertretender Leiter der Organisationsabteilung des ZK der PPR. Am 29. Dezember 1945 wurde er Mitglied des Landesnationalrates KRN (Krajowa Rada Narodowa), von 1947 bis 1952 Mitglied des Gesetzgebenden Parlaments beziehungsweise in der ersten Legislaturperiode zwischen dem 20. November 1952 und dem 20. November 1956 Mitglied des Sejm. Daneben war er von 1945 bis 1946 Zweiter Sekretär des Parteikomitees der PPR der Woiwodschaft Schlesien, zwischen 1946 und 1948 Erster Sekretär des PPR-Komitees der PPR der Woiwodschaft Krakau sowie von 1948 bis 1950 Erster Sekretär des Parteikomitees der PZPR in der Woiwodschaft Schlesien. Nachdem er von 1945 bis 1948 Kandidat des ZK der PPR sowie 1948 Mitglied des Organisationsbüros der PPR war, wurde er auf dem Gründungsparteitag der PZPR (15.–22. Dezember 1948) erstmals zum Kandidaten des ZK der PZPR gewählt und gehörte diesem Gremium nach seinen Wiederwahlen auf dem II. Parteitag (10.–17. März 1954), dem III. Parteitag (10.–19. März 1959), dem IV. Parteitag (15.–20. Juni 1964) sowie dem V. Parteitag (11.–16. November 1968) bis zum VI. Parteitag (6.–11. Dezember 1971) an. Des Weiteren war er von 1950 bis 1951 Unterstaatssekretär im Ministerium für Kommunikation sowie 1951 Unterstaatssekretär im Ministerium für Eisenbahnen. 
Als Nachfolger von Jan Rabanowski übernahm Ryszard Strzelecki am 20. September 1951 im ersten Kabinett Cyrankiewicz das Amt des Eisenbahnministers (Minister kolei). Diesen Ministerposten behielt er auch im Kabinett Bierut (20. November 1952 bis 18. März 1954) sowie im zweiten Kabinett Cyrankiewicz (18. März 1954 bis 20. Februar 1957). Im dritten Kabinett Cyrankiewicz war er vom 26. Februar bis zum 22. März 1957 zunächst weiterhin Eisenbahnminister und zudem als Nachfolger von Jan Rustecki auch Minister für Straßen- und Luftverkehr (Minister transportu drogowego i lotniczego), ehe er im dritten Kabinett Cyrankiewicz zwischen dem vom 5. April 1957 und seiner Ablösung durch Józef Popielas am 17. Februar 1960 den Posten als Minister für Kommunikation (Minister komunikacji) bekleidete.

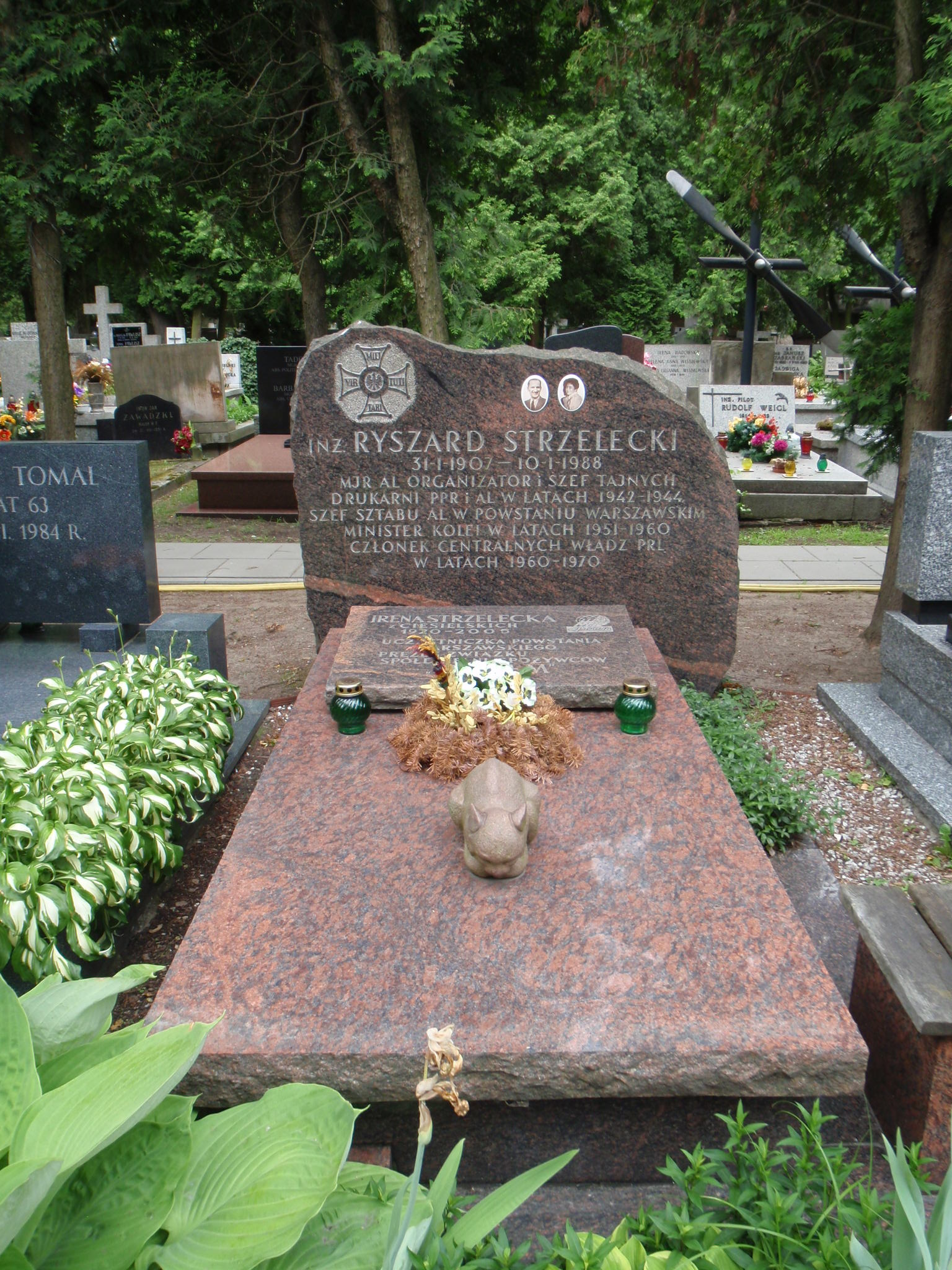
Grabstätte von Ryszard Strzelecki auf dem Warschauer Powązki-Militärfriedhof.

Nach seinem Ausscheiden aus der Regierung war Strzelecki von 1960 bis 1970 Sekretär des ZK der PZPR. Am 15. Mai 1961 wurde er abermals Mitglied des Sejm, dem er nunmehr in der dritten, vierten und fünften Legislaturperiode bis zum 21./22. Dezember 1971 angehörte. Während seiner Parlamentszugehörigkeit war er in der dritten Legislaturperiode (15. Mai 1961–31. März 1965) Vorsitzender des Ausschusses für Mandate und Geschäftsordnung. Zudem wurde er 1961 Mitglied des Staatsrates der Volksrepublik Polen (Rada Państwa), dem er bis 1972 angehörte. Auf dem IV. Parteitag wurde er am 20. Juni 1964 zunächst zum Kandidaten des Politbüros des ZK der PZPR sowie bereits wenige Monate später auf einem ZK-Plenum am 21. November 1964 zum Mitglied des Politbüros des ZK gewählt und gehörte diesem obersten Führungsgremium der Partei nach seiner Wiederwahl auf dem V. Parteitag im November 1968 bis zum ZK-Plenum am 20. Dezember 1970 an, als während des Aufstands vom Dezember 1970 neben ihm der 1. Sekretär des ZK Władysław Gomułka, Marian Spychalski, Zenon Kliszko sowie Bolesław Jaszczuk ihre Sitze im Politbüro verloren. Zuletzt war er zwischen 1968 und 1971 noch Mitglied des Präsidiums des Nationalkomitees der Natioalen Einheitsfront FJN (Front Jedności Narodu).
Für seine Verdienste in der Volksrepublik Polen erhielt er 1969 den Orden der Erbauer Volkspolens, 1964 den Orden des Banners der Arbeit 1. Klasse, das Kommandeurskreuz mit Stern des Ordens Polonia Restituta, 1948 den Orden des Grunwald-Kreuzes 2. Klasse, das Silberne Kreuz der Virtuti Militari und das Partisanenkreuz sowie zahlreiche weitere in- und ausländische Auszeichnungen. Nach seinem Tode wurde er auf dem Warschauer Powązki-Militärfriedhof beigesetzt.